# 名鉄モ90形電車 (2代)
名鉄モ90形電車（めいてつも90がたでんしゃ）は、かつて名古屋鉄道（名鉄）に在籍していた路面電車車両である。戦後の車両不足に際して、名古屋市電から譲り受けた中古車両であり、その前身は京都市電狭軌1形（N電）である。
本形式は元来京都市電で使用されていた車両であることから、同線沿線に所在する本願寺に由来して、乗務員から「本願寺」の愛称で呼ばれていた。

## 沿革
第二次世界大戦末期、1945年（昭和20年）7月19日の岡崎空襲において、岡崎市の市街地一帯は壊滅的な被害を受けた。岡崎市内線もまたその例外ではなく、各施設が破壊された他、当時11両が在籍していた同線所属車両のうち6両が被災焼失した。その車両不足解消のため名古屋市電から急遽購入されたものである。ダブルルーフ・オープンデッキ構造の木造二軸単車で、全車梅鉢鉄工所製であった。
当初はN電時代の塗装のままであったが、名鉄譲渡後は名鉄路面電車車両の標準塗装であった緑とクリームのツートンカラーに塗り替えられた。その他の仕様については京都時代そのままとされ、台車はブリル21-E、制動装置はハンドブレーキのみ、集電装置としてポールを搭載していた。
名古屋市電在籍当時は京都市電時代の車番をそのまま名乗っており、名鉄入線後も当初は原番のままとされたが、間もなくモ90形（2代、90 - 94）に改称・改番されている。N電時代の番号はN82、N90、N91、N98、N104とされるが、戦中戦後の混乱期ゆえの情報の錯綜があり、N98ではなくN85とする資料も見受けられる。
モ40形が岐阜市内線から岡崎市内線に転属するに伴い、1954年（昭和29年）1月に全車廃車。2両が岡崎市内の中学校に譲渡され更衣室として使用された。